# Темерево (Сунский район)
Темерево — деревня в Сунском районе Кировской области в составе Большевистского сельского поселения.

## География
Находится на расстоянии примерно 17 км по прямой на север от районного центра поселка Суна.

## История
Известна с 1724 года как починок Тимиревский с 8 дворами и населением 26 душ, в 1764 проживало 54 монастырских крестьян (Успенского Трифонова монастыря) и 8 государственных. В 1873 году учтено было дворов 11 и жителей 83, в 1905 18 и 103, в 1926 16 и 93, в 1950 21 и 76. В 1989 году оставалось 18 постоянных жителей.

## Население
Постоянное население составляло 24 человека (русские 100 %) в 2002 году, 5 в 2010.